# 白濬銑
白濬銑（1794年2月17日—？年），原名鵬，字銛波，號鑑湖，清朝政治人物。

## 生平
行一，清乾隆五十九年甲寅正月十八日（1794年2月17日）生，行一。四川省順慶府營山縣東關外五十里地白家溝人，民籍。嘉慶二十四年（1819年），以增生中式己卯科鄉試第53名，會試中式第58名，殿試二甲85名，欽點卽用知縣。歷任 直隸南皮縣、靜海縣、易州直隸州廣昌縣（今淶源縣）知縣。道光二十八（1858年）年十月，任四川潼川府學教授。

## 家世
- 曾祖鳳儀，祖鶴程、父昭質，母王氏，妻陳氏（乾隆六十年乙卯恩科進士原任湖北雲夢縣知縣陳躋敬孫女），子雙喜、雙桂[1]。